# Ветошников, Георгий Александрович
Гео́ргий Алекса́ндрович Вето́шников (1918—1946) — младший лейтенант Советской Армии, участник Великой Отечественной войны, Герой Советского Союза (1944).

## Биография
Георгий Ветошников родился 19 апреля 1918 года в Уфе в рабочей семье. Получил начальное образование, работал слесарем на Уфимском заводе пишущих машинок. В 1938 году Ветошников был призван на службу в Рабоче-крестьянскую Красную Армию. Принимал участие в боях на озере Хасан и советско-финской войне. После демобилизации работал шофёром в Уфе. В июне 1941 года Ветошников повторно был призван в армию Благовещенским районным военным комиссариатом Башкирской АССР. К сентябрю 1943 года младший лейтенант Георгий Ветошников командовал мостовым взводом 100-го отдельного моторизованного понтонно-мостового батальона 5-й понтонно-мостовой бригады 12-й армии Юго-Западного фронта. Отличился во время битвы за Днепр.
В ночь с 25 на 26 сентября 1943 года в районе села Губенское Вольнянского района Запорожской области Украинской ССР Ветошников под вражеским огнём вёл свой катер с десантом через Днепр. Несмотря на полученное ранение, Ветошников первым сумел подвести свой катер к западному берегу и высадить солдат. На переправе он спас утопавшего санинструктора.
Указом Президиума Верховного Совета СССР от 19 марта 1944 года за «образцовое выполнение боевых заданий командования и проявленные мужество и героизм в боях с немецкими захватчиками» гвардии младший лейтенант Георгий Ветошников был удостоен высокого звания Героя Советского Союза с вручением ордена Ленина и медали «Золотая Звезда» за номером 2716.
Скончался 9 марта 1946 года в военном госпитале Баку. Там же похоронен.
Также был награждён орденом Красной Звезды за форсирование реки Северский Донец. В честь Ветошникова названа улица в Уфе, Астрахани, а в Баку ему установлен памятник.